# 西宮市立名塩小学校
西宮市立名塩小学校（にしのみやしりつなじおしょうがっこう）は、兵庫県西宮市名塩2丁目にある公立小学校である。

## 概要
1873年（明治6年）に学制の公布により兵庫県有馬郡名塩村塩渓小学校として開校し教育令・小学校令・国民学校令・教育基本法などの学校制度の変更や、市町村合併による改名などを繰り返した。
同小学校の児童は、小学2年生、小学3年生、小学6年生のときに名塩雁皮紙の製造体験をする。
同小学校の卒業生は、名塩雁皮紙を使用している「世界に1枚しかない卒業証書」と称した卒業証書を受け取って卒業する。

## 沿革
- 1873年（明治6年）11月 - 兵庫県有馬郡名塩村塩渓小学校として開校
- 1885年（明治18年）4月 - 中等科を廃し初等科3年までを置く
- 1886年（明治19年）4月 - 塩渓簡易小学校[2]と改称
- 1892年（明治25年）12月 - 塩渓簡易小学校を廃し、名塩尋常小学校を開校
- 1901年（明治34年）9月 - 高等小学校並びに裁縫専修科を開始
- 1902年（明治35年）5月 - 名塩実業補習学校[3]付設開校
- 1908年（明治41年）4月 - 学校制度変更により義務教育が6ヶ年に延長。
- 1929年（昭和4年）3月 - 旧木造校舎落成
- 1951年（昭和26年）4月 - 西宮市との合併により、西宮市立名塩小学校となる。
- 1963年（昭和38年）5月 - 講堂兼体育館竣工
- 1984年（昭和59年）4月 - 新校舎（現特別教室棟）改築落成。
- 1986年（昭和61年）3月 - 卒業証書を児童の手漉きにより名塩和紙で作成。
- 1989年（平成元年）
  - 4月 - 西宮市立北六甲台小学校開校に伴い、赤坂・緑が丘・西宮グリーンハイツ・道場町を校区から分離
  - 12月 - 西宮市立名塩小学校和紙学習館（現：西宮市立郷土資料館分館名塩和紙学習館）完成

- 1991年（平成3年）3月 - 西宮市立東山台小学校開設に伴い、東山台、清瀬台を校区から分離
- 1995年（平成7年）1月17日 - 阪神大震災に伴う臨時休校（1月30日まで）
- 2000年（平成12年）- 名塩小学校増改築（東校舎・体育館・プール・体育倉庫・育成センター・総合遊具・屋上緑化・運動場全面改修）
- 2009年（平成21年）10月 -「南極教室」（南極の基地との交流学習）実施[4]

## 教育目標
同小学校の教育目標は、「人間尊重の精神に満ち、自らから学び、自ら考える力とたくましく、心豊かな名塩の子の育成」である。
目指す子供像は、「『な』なかよく助け合う子」「『じ』自分で考え学ぶ子」「『お』おもいっきり鍛える子」である。

## 校区
- 名塩南台1-4丁目
- 名塩山荘
- 名塩ガーデン
- 名塩茶園町
- 名塩平成台
- 名塩さくら台1-4丁目
- 名塩1-3丁目
- 名塩木之元
- 名塩東久保
- 名塩赤坂18番、塩瀬町名塩のうち北六甲台小・東山台小の通学区域を除く区域

## 著名な出身者
- 加納永美子（モデル）
- 八木米太朗（政治家）

## 卒業後の進路
公立学校への進学の場合は、西宮市立塩瀬中学校へ進学する。

## 所在地
- 兵庫県西宮市名塩2丁目11-40

## 通学区域が隣接している学校
- 西宮市立東山台小学校
- 西宮市立生瀬小学校
- 西宮市立山口小学校
- 西宮市立北六甲台小学校
- 神戸市立道場小学校
- 宝塚市立西谷小学校